# Kloster Ulmet
Das Kloster Ulmet (Sancta Maria de Ulmeto) war eine im Jahr 1173 errichtete Zisterzienserabtei in der französischen Region Provence-Alpes-Côte d’Azur. Es lag rund 25 km von der Stadt Arles entfernt in der Camargue.

## Geschichte
Dem Kloster, das wie Kloster Franquevaux die Salzgewinnung betrieb, wurde mit Unterstützung der Seigneurs des Baux als Tochterkloster von Kloster Bonnevaux aus der Filiation von Kloster Cîteaux auf einem Hügel („Montille de l’abbaye d’Ulmet“) zwischen dem Étang d’Ulmet und dem gleichnamigen Arm der Rhone am Ort einer alten Kapelle errichtet. Wegen der Ungunst der Lage (Mangel an Trinkwasser, Verlanden der Rhône d’Ulmet) wurde nach 1200 auf einem von Alfons I. von Aragón gestifteten Gelände die Niederlassung in Sylveréal (Sauveréal) in der Petite Camargue errichtet, in die ein Teil der Mönche umzog, während ein anderer Teil noch bis nach 1250 in Ulmet verblieb. Es gab Versuche, das Kloster der Abtei von Valmagne anzuschließen, jedoch wurde es 1323 dem Benediktinerkloster Psalmody unterstellt, das sich verpflichtete, vier Mönche in Sylveréal und zwei in Ulmet zu belassen. Ulmet wurde 1437 endgültig verlassen, Sylveréal wurde im 16. Jahrhundert verlassen. Die Steine der Kirche wurden in der Folge für den Bau eines Gehöfts und Deichbauten verwendet. Heute ist nur noch der Hügel sichtbar. Auch von der Anlage in Sylveréal sind keine Reste erhalten, an das Kloster erinnern jedoch die Flurnamen „la grande Abbaye“ und „la petite Abbaye“.